# Spirostreptus punctulatus
Spirostreptus punctulatus är en mångfotingart som beskrevs av Karsch 1881. Spirostreptus punctulatus ingår i släktet Spirostreptus och familjen Spirostreptidae. Inga underarter finns listade i Catalogue of Life.